# Kepler-1647b
Kepler-1647b (đôi khi được đặt tên Kepler-1647 (AB) -b) là một ngoại hành tinh quay quanh 2 ngôi sao, với khoảng cách 3.700 năm ánh sáng (1.100 pc) từ Trái đất trong chòm sao Thiên Nga. Nó được công bố vào ngày 13 tháng 6 năm 2016 tại San Diego trong một cuộc họp của Hiệp hội Thiên văn học Hoa Kỳ. Nó được phát hiện bằng phương pháp quá cảnh, khi nó gây ra sự mờ đi của ngôi sao chính bằng cách đi ngang qua ngôi sao chủ của nó.

## Đặc điểm

### Khối lượng và quỹ đạo
Ngoại hành tinh là một hành tinh khí khổng lồ, có kích thước tương tự Sao Mộc và có chu kỳ quỹ đạo là 1107 ngày. Đây là khoảng thời gian quay quanh một ngôi sao dài nhất của bất kỳ ngoại hành tinh được Kepler phát hiện. Nó nặng hơn 483 ± 206 lần so với trái đất và 1,52 ± 0,65 lần khối lượng của Sao Mộc.

### Sao chủ
Hệ thống sao, Kepler-1647 (còn gọi là 2MASS J19523602 + 4.039.222, KOI -2939, và KIC 5.473.556), là một ngôi sao nhị phân với ngôi sao chính (Kepler-1647 A) có khối lượng bằng 1,22 khối lượng Mặt Trời, bán kính bằng 1.79 bán kính Mặt Trời và nhiệt độ bề mặt bằng 6210 ± 100 K. Ngôi sao thứ hai (Kepler-1647 B), có khối lượng bằng 0.975 khối lượng Mặt Trời, bán kính bằng 1.79 bán kính Mặt Trời và nhiệt độ bề mặt của 5770 K. Tuổi của hệ sao đôi này được ước tính là khoảng 4,4 tỷ năm tuổi, trẻ hơn Mặt trời khoảng 200 triệu năm.

## Môi trường sống
Kepler-1647b nằm trong vùng có thể sống được của hệ sao. Vì hành tinh này là một hành tinh khí khổng lồ, chắc chắn sẽ không có khả năng phù hợp cho sự sống.

## Xem thêm

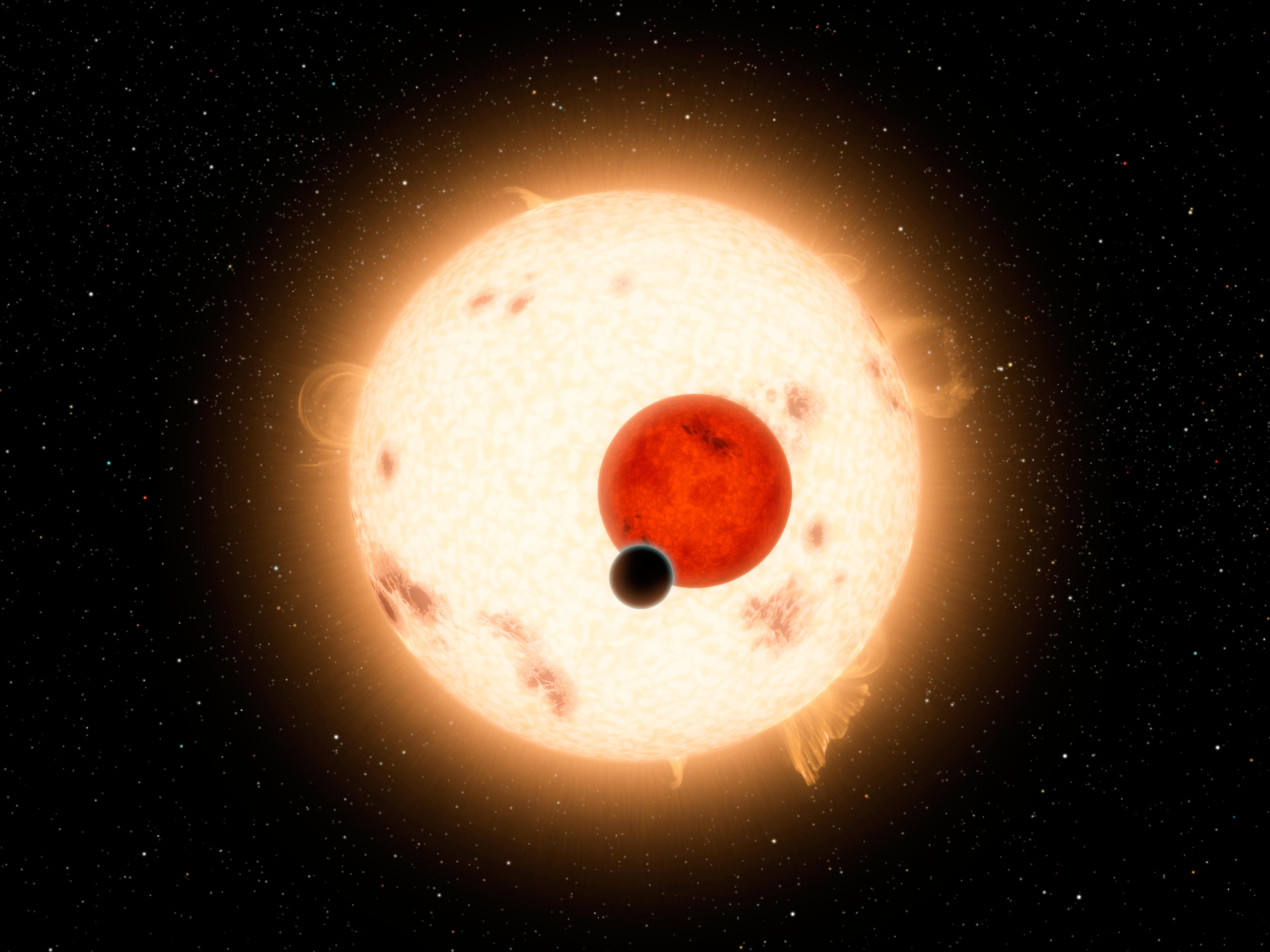
Kepler-16b